# Chloroclystis mariae
Chloroclystis mariae là một loài bướm đêm trong họ Geometridae.